# يان بانكس
يان بانكس (بالإنجليزية: Ian Banks)‏ (9 يناير 1961 في المملكة المتحدة - ) هو مدرب كرة قدم ولاعب كرة قدم بريطاني في مركز الوسط. لعب مع برادفورد سيتي وليستر سيتي ونادي بارنسلي ونادي روذرهام يونايتد وهدرسفيلد تاون ووست بروميتش ألبيون وWakefield F.C. ‏ وEmley A.F.C. ‏ ودارلينجتون إف سى.

## وصلات خارجية
- يان بانكس على موقع قاعدة بيانات كرة القدم.إي يو (الإنجليزية)